# Charles M. Schulz

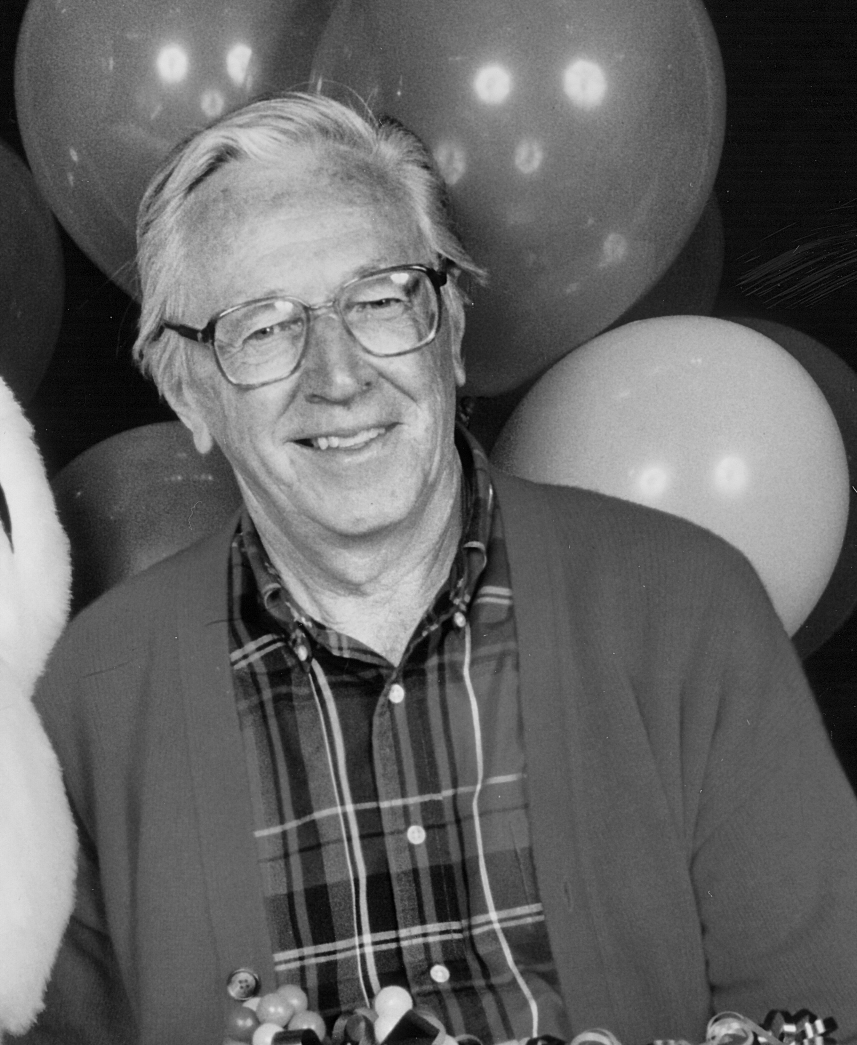
Charles M. Schulz, 1993

Charles Monroe Schulz (* 26. November 1922 in Minneapolis, Minnesota; † 12. Februar 2000 in Santa Rosa, Kalifornien) war ein US-amerikanischer Comiczeichner und der Erfinder der Comicserie Die Peanuts. Schulz zeichnete im Laufe seines Lebens über 17.800 Comicstrips und schrieb die Drehbücher für die Fernseh- und Kinoauftritte der Peanuts. Für sein Lebenswerk wurde er unter anderem in die Cartoonist Hall of Fame aufgenommen und erhielt die höchste zivile Auszeichnung des US-amerikanischen Kongresses, die Congressional Gold Medal.

## Leben

### Kindheit und Jugend
Schulz wuchs in Saint Paul im Mittleren Westen der USA als einziges Kind des aus Stendal in der Altmark stammenden Carl Fred Schulz und seiner norwegischen Frau Dena Bertina (geb. Halverson) auf. Die Familie hatte väterlicherseits ihre Wurzeln in der Altmark, in Eichstedt und Baben.
Sein Vater war – ebenso wie später der Vater der Comicfigur Charlie Brown – Friseur und besaß einen eigenen Salon. Schulz las als Kind gerne die Comics in Zeitungen, zu seinen Favoriten gehörten unter anderem „Krazy Kat“ von George Herriman, „Popeye“ von Elzie Crisler Segar, Milton Caniff, Roy Crane und J. R. Williams. Schon in der ersten Klasse erbrachte Schulz gute Leistungen, so dass ihn der Rektor der Grundschule in St. Paul die vierte Klasse überspringen ließ. 1934 bekam der Zwölfjährige einen Hund geschenkt – eine schwarz-weiße Promenadenmischung –, der auf den Namen Spike getauft und später die Vorlage für Snoopy wurde. 1937 gelang Schulz seine erste Veröffentlichung in der Comicbeilage Ripley’s Believe It or Not! – das Thema war eine Episode aus dem Leben von Spike. Dieser hatte einen kleinen Ball verschluckt und ihn am Abend, nachdem er eine Portion Spaghetti gegessen hatte, wieder hervorgewürgt. Ripley’s Believe It or Not! druckte Schulz’ Zeichnung des Hundes und einen kurzen Text.
Neben der High School absolvierte Schulz einen Fernkurs in „Comic-Zeichnen“ an der in Minneapolis ansässigen Art Instruction Schools, Inc.

### Erste Berufsjahre

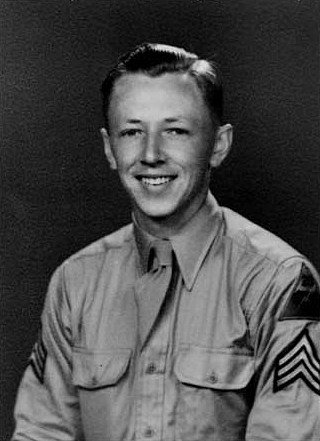
Schulz in seiner Armeeuniform, um 1943

Im Jahr 1943 wurde er zur Armee eingezogen. Während der Grundausbildung verstarb seine Mutter im Februar 1943 an Krebs. Schulz wurde mit der 20. US-Panzerdivision nach Frankreich, Deutschland und Österreich geschickt und nahm an der Befreiung Dachaus teil.
Zurück aus dem Krieg nahm er eine Stelle bei einem katholischen Verlagshaus in St. Paul an. Er schrieb für das christliche Comic-Heft Timeless Topix die Texte in die Sprechblasen. Kurz nachdem Schulz diese Stellung angetreten hatte, bot ihm auch die Fernschule eine Stelle an. Daraufhin arbeitete er tagsüber für die Art Instruction Schools, Inc., wo er die Arbeiten der Anfängerkurse korrigierte, abends machte er das Lettering für Timeless Topix.
Zwischen 1948 und 1950 begann Schulz seine Comics an die Saturday Evening Post zu schicken und konnte immerhin 15 Stück verkaufen. Mittlerweile füllte Schulz nicht nur die Sprechblasen der englischen Timeless Topix, sondern bekam zusätzlich noch die französischen und spanischen Ausgaben zum Lettering. Roman Baltes, der Art-Director der Timeless Topix, kaufte Schulz kurze Zeit später eine kleine Serie Comic-Strips ab, die – unter dem Titel „Just keep laughing“ – eine kleine Gruppe von Kindern zum Thema hatten.
Frank Wing, ein Kollege Schulz’ an der Kunstschule, den Schulz als Freund und Mentor bezeichnete, riet ihm, mehr von den Comics mit den kleinen Kindern zu zeichnen. Er gab den Zeichnungen den Titel Li’l Folks und konnte seine Cartoons – noch mit seinem Spitznamen „Sparky“ signiert – bald darauf als wöchentliche Serie an die St. Paul Pioneers Press verkaufen.
1950 schickte Schulz eine Auswahl seiner Arbeiten an die United Feature Syndicate in New York und unterschrieb im selben Jahr einen Vertrag bei der United Media.
Am 2. Oktober 1950 erschien dann die erste Folge der Peanuts, ein Name, über den Schulz immer sehr unglücklich war. Er hätte „Charlie Brown“ oder „Guter alter Charlie Brown“ bevorzugt. Die United Feature Syndicate entschied über Schulz’ Kopf hinweg, dass der Strip „Die Peanuts“ heißen sollte, und Schulz stimmte, nachdem seine Bedenken ignoriert worden waren, schließlich zu. Der Comicstrip wurde in sieben Zeitungen veröffentlicht; die Agentur zahlte Schulz dafür 90 US-Dollar im ersten Monat.

### Die ersten Erfolgsjahre

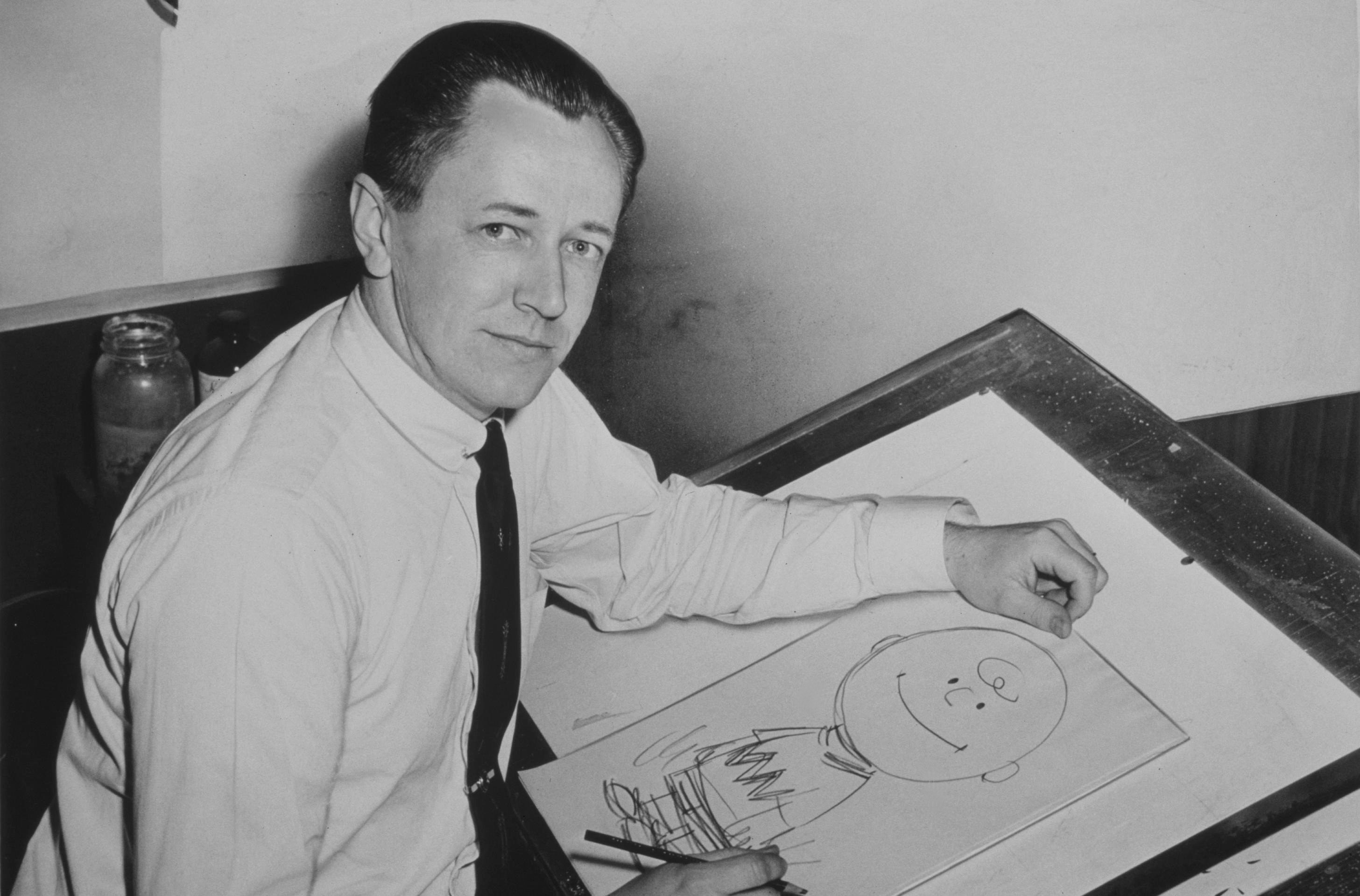
Charles M. Schulz, 1956

1951 heiratete Schulz Joyce Halverson, aus der Ehe gingen fünf Kinder hervor. Im Jahr darauf erschien der erste Sonntagsstrip der Peanuts, die zu diesem Zeitpunkt in über 40 Zeitungen in den USA abgedruckt wurden. Außerdem erschien 1952 der erste Sammelband. Im Jahr 1958 zog die Familie nach Sebastopol, Kalifornien, und Schulz erhielt von der Yale University die Auszeichnung „Cartoonist of the Year“. In den 1960ern wandte sich Schulz in seinen Geschichten immer öfter dem aktuellen Tagesgeschehen zu. So beschäftigten sich seine Protagonisten unter anderem mit Rachel Carson, dem Vietnamkrieg, dem Einsatz von Tränengas bei Studentenunruhen, dem Schulgebet und den Rechten ungeborener Kinder. Dabei warf Schulz nur Fragen auf, bezog jedoch nie eindeutig Stellung zu den angesprochenen Themen und überließ die Interpretation dem Leser.

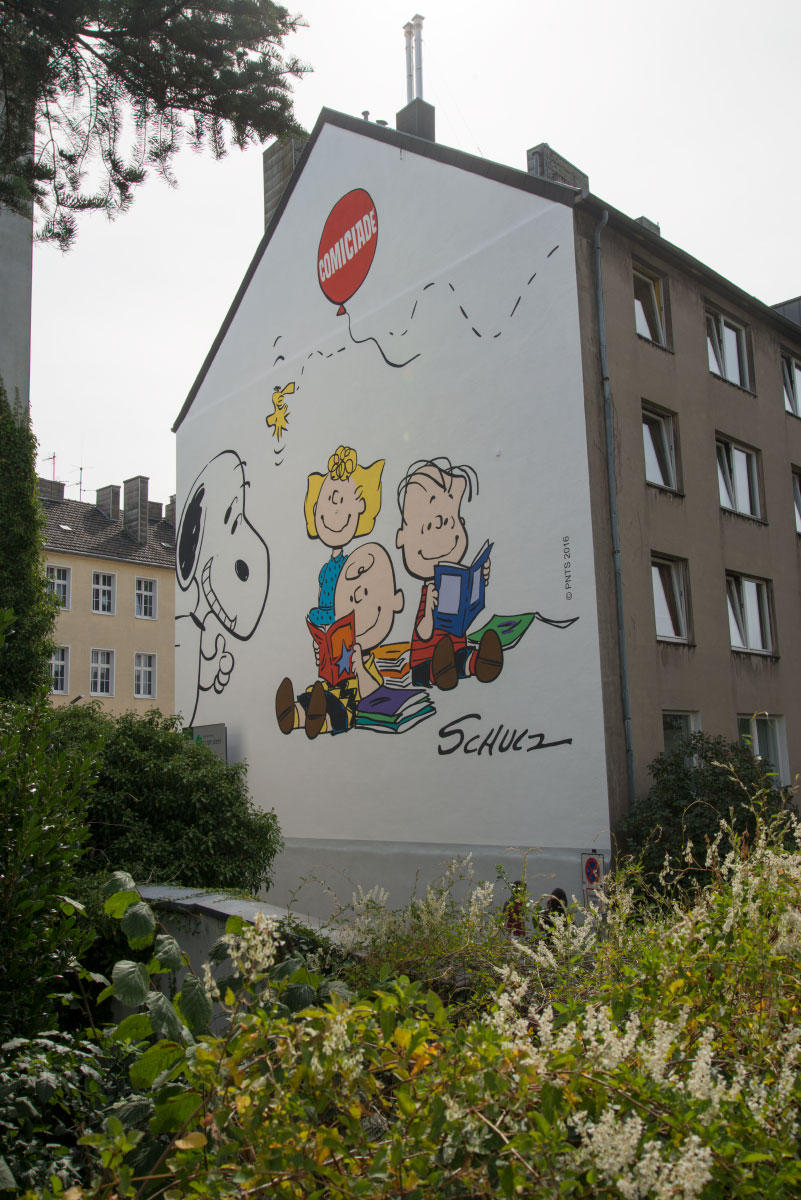
Peanuts-Wandbild in Aachen

Das Merchandising startete erfolgreich 1960 mit der Herstellung der ersten Grußkarten mit Peanuts-Motiven durch die amerikanische Firma Hallmark. Der Merchandising-Umsatz betrug 1969 über 50 Millionen Dollar, 1971 wuchs er auf 150 Millionen Dollar.
1962 erhielt Schulz die Auszeichnung „Best Humor Strip of the Year“ von der National Cartoonists Society, drei Jahre später gelangten die Peanuts auf die Titelseite des Time-Magazins, als der erste Trickfilm für das Fernsehen produziert wurde. Die Popularität von Charlie Brown und seinen Freunden wuchs in diesen Jahren unaufhörlich. Soldaten in Vietnam malten sich Snoopy auf die Helme, die Astronauten von Apollo 10 nannten ihre Kommandokapsel Charlie Brown und ihre Mond-Landefähre Snoopy.
1966 starb Schulz’ Vater Carl.
1967 wurde am Off-Broadway das Musical You’re A Good Man, Charlie Brown uraufgeführt, zwei Jahre später erreichte die Ausstrahlung des Weihnachtsspecials Die Peanuts – Fröhliche Weihnachten eine Einschaltquote von fast 50 Prozent.

### Die Karriere auf dem Höhepunkt
Schulz ließ sich 1972 von Joyce Halverson scheiden und heiratete im Jahr darauf Jean Forsyth Clyde. Er erhielt einen Emmy-Award für das TV-Special A Charlie Brown Thanksgiving. 1975, zum 25-jährigen Jubiläum der Peanuts, erreichte Schulz in über 1600 Zeitungen bereits mehr als 90 Millionen Leser und erhielt einen weiteren Emmy für You're A Good Sport, Charlie Brown. 1978 ernannte der International Pavilion of Humor in Montreal Schulz zum „Cartoonist of the Year“.
In den 1980ern musste Schulz seine Geschichten kompakter erzählen: Um Herstellungskosten zu sparen, waren die Zeitungscartoonisten gezwungen, ihre Geschichten jetzt in drei statt in vier Bildern unterzubringen. Schulz empfand diesen Umstand als Herausforderung, auf dem begrenzten Raum noch eine richtige Geschichte zu entwickeln.

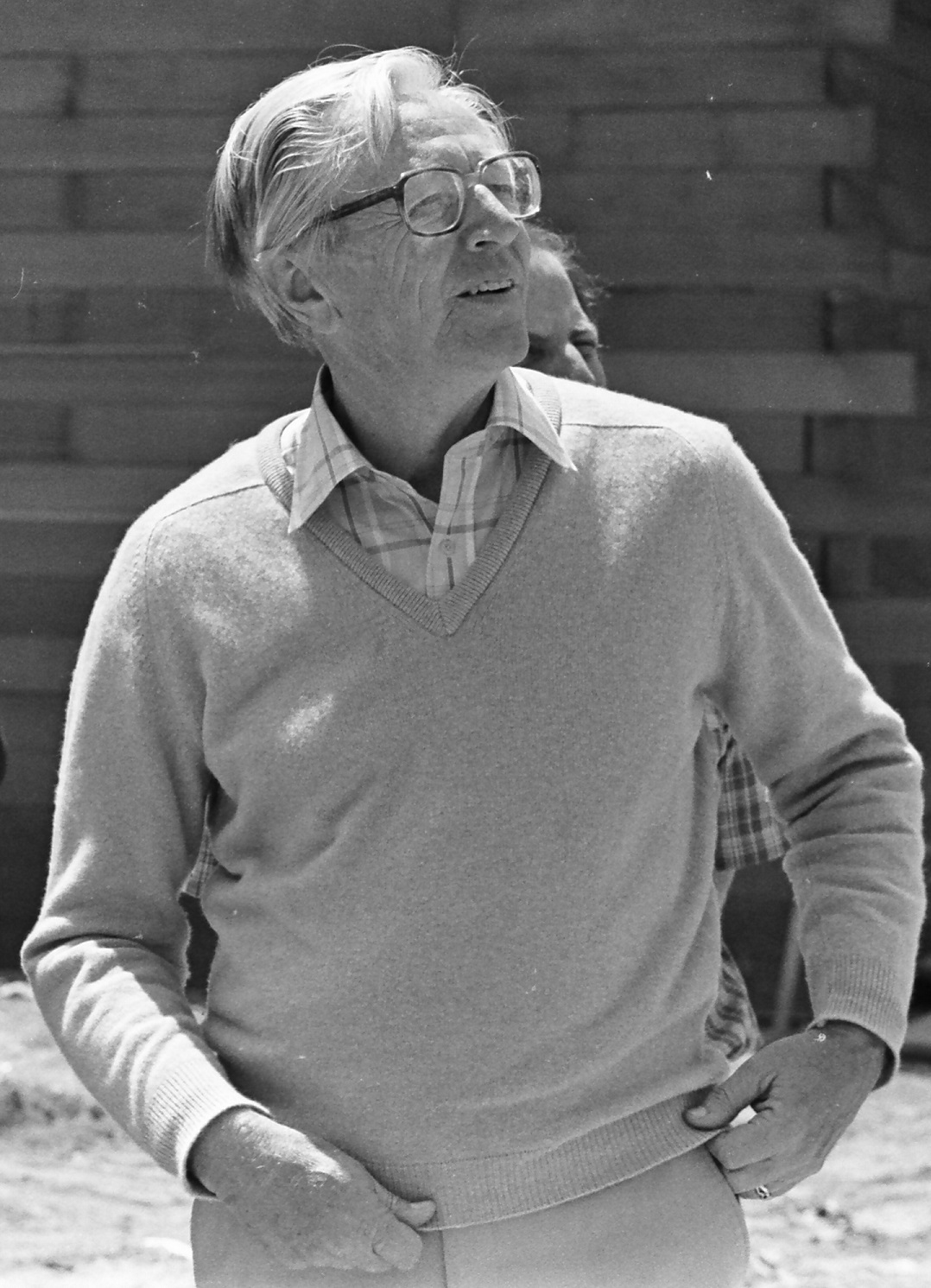
Charles M. Schulz, etwa 1983

Anfang der 1980er Jahre ging es Schulz gesundheitlich schlecht, und er musste sich schließlich einer schwierigen Bypass-Operation unterziehen. Wieder vollständig genesen, brachte Schulz 1983 zusammen mit Bill Melendez den preisgekrönten Zeichentrickfilm Was haben wir gelernt, Charlie Brown? (What Have We Learned, Charlie Brown?) heraus. In diesem Film ist die Kindergruppe in Frankreich und erklärt kindgerecht aufgearbeitet die Ereignisse im Juni 1944, so auch die Omaha-Beach-Invasion. Der halbstündige Fernsehfilm bekam den Untertitel „A tribute“ und war in der amerikanischen Fernsehgeschichte eine bisher noch nie da gewesene Art, jungen Zuschauern geschichtliches Wissen zu vermitteln. Der Film war ein großer Erfolg und wurde mit dem Peabody Award ausgezeichnet. Ein Jahr später wurden Die Peanuts in das Guinness-Buch der Rekorde aufgenommen, nachdem sie weltweit in 2000 Zeitungen abgedruckt wurden. 1986 wurde Schulz dann in die „Cartoonist Hall of Fame“ des Museum of Cartoon Art aufgenommen.
1989 erschien die von Schulz autorisierte Biografie von Retha Grimsley Johnson: Good Grief: The Story Of Charles M. Schulz.
Ein Jahr später widmete der Louvre in Paris den Peanuts die Ausstellung Snoopy in Fashion. Die französische Regierung ernannte Schulz zum Commandeur des Arts et Lettres. 1992 wurde Schulz von der italienischen Regierung mit einem Verdienstorden geehrt. Das Montreal Museum of Fine Art eröffnete die Ausstellung Snoopy, The Masterpiece. Im Jahr 1993 zeichnete Schulz für den 6. Juni eine wortlose Bildfolge, in der man auf dem letzten Bild Snoopy im Wasser vor dem Strandabschnitt Omaha Beach schwimmen sieht. Der Strip wurde anlässlich des von den Amerikanern begangenen D-Days veröffentlicht und löste ein überwältigendes, positives Echo aus. Daraufhin zeichnete Schulz jedes Jahr einen besonderen Strip für den 6. Juni. So malte er 1998 Snoopy im Kampfanzug in ein Foto von Dwight D. Eisenhower und einer Gruppe Soldaten der 101. US-Luftlandedivision, es gab keine Geschichte, wieder nur ein wortloses Bild.
Zum 45. Geburtstag der „Peanuts“ eröffnete das Lyndon B. Johnson Space Center in Houston (Texas) 1995 die Ausstellung Around the Moon and Home Again: A Tribute to the Art of Charles M. Schulz. Zwei Jahre später, am 16. Oktober 1997, wurde in der Carnegie Hall das Musikstück Peanuts Gallery, komponiert von Ellen Taaffe Zwilich, uraufgeführt.
Am 14. September 1999 verkündete Schulz das Ende seiner Tätigkeit. Nur wenige Monate später, am 12. Februar 2000, verstarb Schulz infolge einer Darmkrebserkrankung im Alter von 77 Jahren. Einen Tag später wurde der letzte seiner Comicstrips veröffentlicht. Schulz verfügte testamentarisch, dass sein Werk von keinem anderen Zeichner weitergeführt werden darf. Die Ausnahme bildet hierbei der Maler Tom Everhart, der seit 1990 großformatige und sehr bunte Einzelbilder der Peanuts auf die Leinwand bringt.

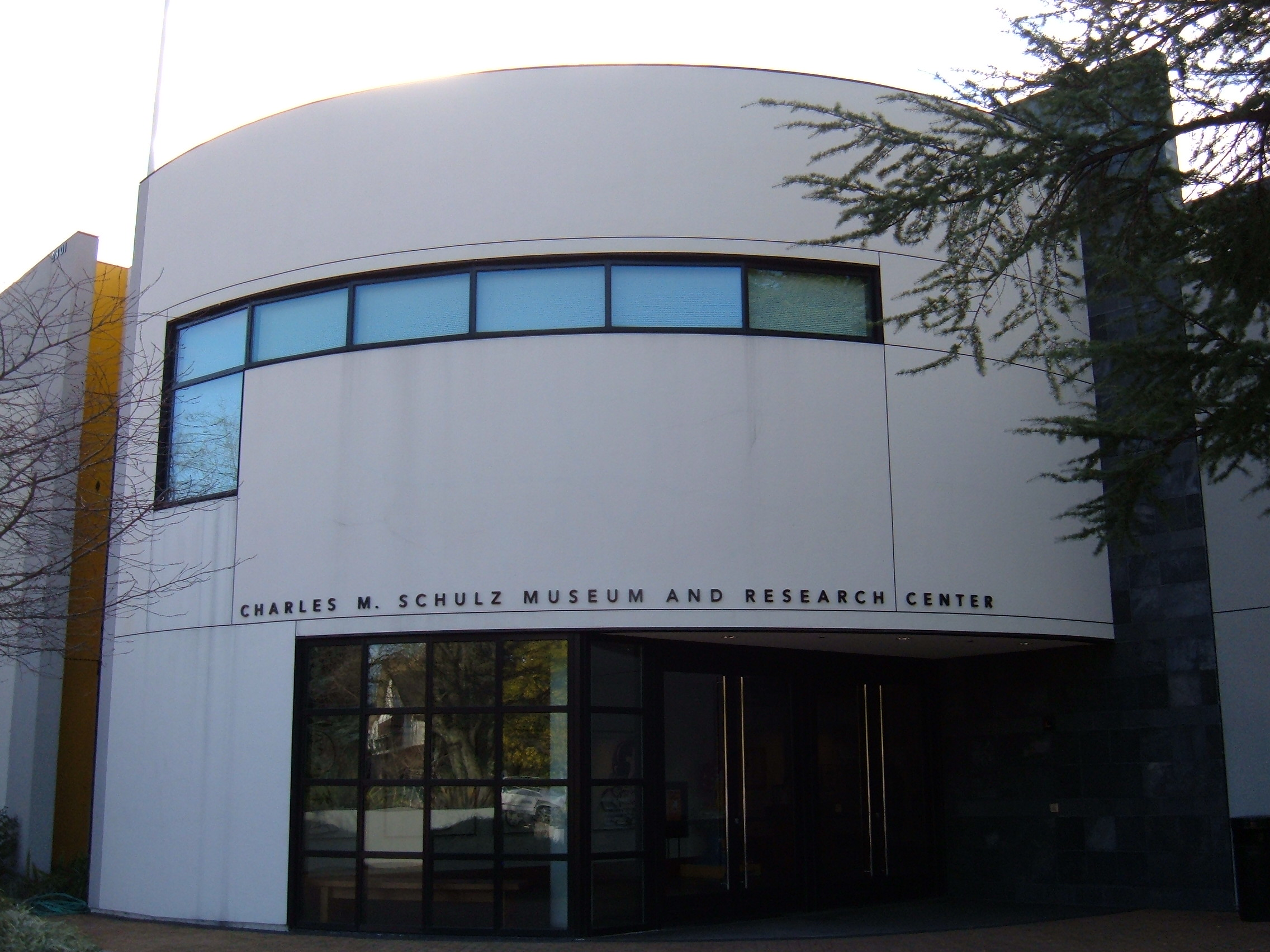
Das Charles M. Schulz Museum and Research Center in Santa Rosa

Etwas mehr als zwei Jahre nach seinem Tod eröffnete am 17. August 2002 in Santa Rosa das Charles M. Schulz Museum, in dem man in der ständigen Ausstellung unter anderem Schulz’ Atelier und eine von Christo und Jeanne-Claude verpackte Hundehütte besichtigen kann.
Laut einer Liste des Magazins Forbes verdienten die Erben Schulz’ an den Rechten der Serie im Zeitraum von Oktober 2006 bis Oktober 2007 insgesamt rund 35 Millionen US-Dollar. Nur zwei weitere bereits verstorbene Personen, John Lennon und Elvis Presley, waren noch „erfolgreicher“.

## Die Peanuts

### Der Zeichenstil
Schulz zeichnete seinen Comic einfach und prägnant, mit wenigen klaren Strichen. Er konzentrierte sich ganz auf die Figuren, die Hintergründe waren – bis auf wenige Ausnahmen – sehr schlicht und meist skizzenhaft gehalten. Die Bilder sind nicht perspektivisch angelegt, man kann die Figuren nicht von allen Seiten betrachten. Nur die für die Handlung unabdingbaren Accessoires fanden Eingang in die Bildfolgen. Bis auf wenige Ausnahmen lässt Schulz die Erwachsenen außen vor. Einzig Anfang der 1950er Jahre lässt er in einigen Geschichten die Mutter von Lucy und Linus ins Bild hineinsprechen. In einer Serie von Sonntagsstrips, in der Lucy und Charlie an einem Golfturnier teilnehmen, sind einmalig auch Erwachsene zu sehen, aus der Kinderperspektive, nur bis zur Hüfte oder aus großer Entfernung. Schulz war in späteren Jahren über diesen Einbruch der Erwachsenenwelt sehr unzufrieden und bedauerte diesen Entschluss.
Eine besondere Vorliebe hatte Charles M. Schulz für die Noten, die Schroeder auf seinem Kinderklavier spielt. Schulz mochte die Muster, die durch die Noten auf den Seiten entstanden. Er versuchte stets, bei den Partituren so genau wie möglich zu arbeiten, da er sicher war, dass es Leser gab, die Schroeders Noten nachspielen wollten.
Bis zum letzten Bild arbeitete Schulz alleine an seinem Werk. Jeder der über 17.000 Strips war von ihm gezeichnet und gelettert.

### Die Entwicklung derPeanuts
In den ersten Monaten waren die Protagonisten der Serie Charlie Brown, Snoopy, Shermy und Patty (nicht zu verwechseln mit der Figur Peppermint Patty). Shermy und Patty wurden nach und nach unwichtiger und verschwanden schließlich ganz aus dem Cartoon. Im Jahr 1951 wurde Schroeder in die Truppe eingeführt, ein Jahr später Lucy und ihr kleiner Bruder Linus. 1954 machten die Kinder Bekanntschaft mit Pigpen, dem ewig dreckigen Jungen. 1959 bekam Charlie Brown eine kleine Schwester namens Sally. 1960 wurde der Beagle Snoopy zunehmend menschlicher und begann auf den Hinterbeinen zu laufen und zu denken. Seit diesem Zeitpunkt ist Snoopys Hundehütte nur noch in der berühmten Seitenansicht zu sehen.
1966 lernte Charlie Brown die an Narkolepsie leidende Peppermint Patty kennen. 1968 führte Schulz den afroamerikanischen Jungen Franklin in seinen Cartoon ein, zwei Jahre später den Vogel Woodstock. 1971 wurde die Kindergruppe um die ernsthafte Marcie ergänzt, ein Jahr später bekamen Lucy und Linus weiteren Familienzuwachs, ihren Bruder Rerun. Im Jahr 1975 tauchte Snoopys Bruder Spike auf, der seither als regelmäßiger „Gaststar“ an den Geschichten beteiligt war.
Anfangs durfte auch Charlie Brown noch gemein sein. Im Laufe der Jahre entwickelte sich Charlie Brown allerdings eher zur Zielscheibe des Spottes der anderen, ein Schicksal, das er gelassen ertrug. Er ist immer irgendwie in die Unglücke seiner Freunde verwickelt, er leidet und leidet mit, da Charlie Brown eine Karikatur des Durchschnittsbürgers ist.

### Wiederkehrende Themen
Im Jahr 1952 zog Lucy Charlie Brown zum ersten Mal den Ball vor den Füßen weg, als Charlie Brown ihn wegschießen wollte. In den nächsten 46 Jahren zeichnete Schulz zu diesem Thema jährlich einen Comicstrip.
Das erste Gespräch zwischen seinen Protagonisten, bei dem die Gesprächspartner an einer Mauer stehen und auf etwas blicken, das dem Leser verborgen bleibt, zeichnete Schulz 1954. Die Gespräche (meist zwischen Charlie und Linus) waren oft philosophischer Natur und nicht selten sentimental.
1958 brachte Schulz seine erfolglosen Versuche, einen Drachen steigen zu lassen, in den Cartoon ein: Zum ersten Mal fraß ein Baum Charlie Browns Drachen.
Mit dem von Lucy 1959 eröffneten Psychotherapiestand parodierte Schulz die zu dieser Zeit häufig von Kindern betriebenen Limonadenstände. Anfangs bot Lucy ihre psychotherapeutischen Ratschläge noch für fünf Cent an, später erhöhte sich der Preis auf zehn Cent. Im gleichen Jahr wartete Linus erstmals auf den „Großen Kürbis“ („The Great Pumpkin“), da er Halloween und Weihnachten verwechselte.
Im November 1961 verliebte sich Charlie in das kleine, rothaarige Mädchen und schwärmte von diesem Zeitpunkt an für seine für ihn unerreichbare Liebe (die der Leser des Strips nie zu sehen bekommt). Auch Lucy und Sally waren unglücklich verliebt, Lucy in Schröder und Sally in Linus, den sie liebevoll „mein Bambusbärchen“ nannte.
Im Juli 1965 erhielt Snoopy seine Schreibmaschine und versuchte sich seitdem als Schriftsteller. Im Oktober des gleichen Jahres jagte er, mit Fliegerbrille und Schal auf dem Dach der Hundehütte sitzend, erstmals den Roten Baron. Weitere Themen rund um Snoopy waren unter anderen die Pfadfinder, Snoopy als Rechtsanwalt und als Fremdenlegionär Sgt. Lejaune, der Woodstock und seine Freunde über die Sandbahn des Golfplatzes führt. Der Beagle lag außerdem jahrzehntelang im Streit mit der Katze von nebenan, die er mehr als alles andere fürchtete.
Auch das Baseball-Team um den Werfer Charlie Brown, der einsam auf seinem Wurfhügel stand, war ein immer wiederkehrendes Thema. Das Team der Kindergruppe verlor jedes Spiel, gegen Mannschaften, die nicht einmal zu sehen waren. Als Teammanager führte Charlie Brown seine Mannschaft einmal zum Sieg – der ihnen wieder aberkannt wurde.
Schulz schuf mit den Peanuts viele Szenen und Ausdrücke, die heute feste Begriffe sind. So ging zum Beispiel der von Schulz erfundene Ausdruck „security blanket“ (dt. „Sicherheitsdecke“, in den deutschen Übersetzungen Schmusedecke) in den amerikanischen Sprachgebrauch ein.

## Kino, Fernsehen und Bühne

### Kino
1969 schafften es die Peanuts im Film Charlie Brown und seine Freunde (A Boy Named Charlie Brown) erstmals auf die Kinoleinwand. Charlie Brown gewann den Buchstabierwettbewerb seiner Schule und durfte, begleitet von Linus und Snoopy, zu den nationalen Ausscheidungen nach New York fahren. Er schlug sich tapfer und kam in die Endrunde – wo ihm ausgerechnet das Wort „Beagle“ zum Verhängnis wurde. Das Drehbuch zu dem 70-minütigen Film schrieb Charles M. Schulz, Regie führte Bill Melendez. 1971 wurde der Film in der Kategorie Beste Filmmusik für den Oscar nominiert.
Drei Jahre später erhielt Snoopy im Film Snoopy (Snoopy Come Home) einen Brief seiner ehemaligen Besitzerin, die er daraufhin im Krankenhaus besuchte. Regie führte wiederum Bill Melendez, der auch Snoopy und Woodstock seine Stimme lieh, Schulz lieferte das Drehbuch.
1977 kam mit Lauf um Dein Leben, Charlie Brown! (Race For Your Life, Charlie Brown) das dritte Abenteuer der Kindertruppe ins Kino. Der 76-minütige Film handelte von den Abenteuern im Ferienlager, die Charlie und seine Freunde erlebten. Regie führten Bill Melendez und Phil Roman, das Drehbuch schrieb Schulz.
Gute Reise, Charlie Brown (Bon Voyage, Charlie Brown (And Don’t Come Back!)) hieß 1980 das letzte Kinoabenteuer der Peanuts. Charlie, Linus, Peppermint Patty und Marcie fuhren, begleitet von Snoopy und Woodstock, als Austauschstudenten nach Frankreich. Dort sorgt ein geheimnisvoller Brief für Aufregung. Regie führten Bill Melendez und Phil Roman, verantwortlich für das Drehbuch war Charles M. Schulz.

### Fernsehen (Auswahl)

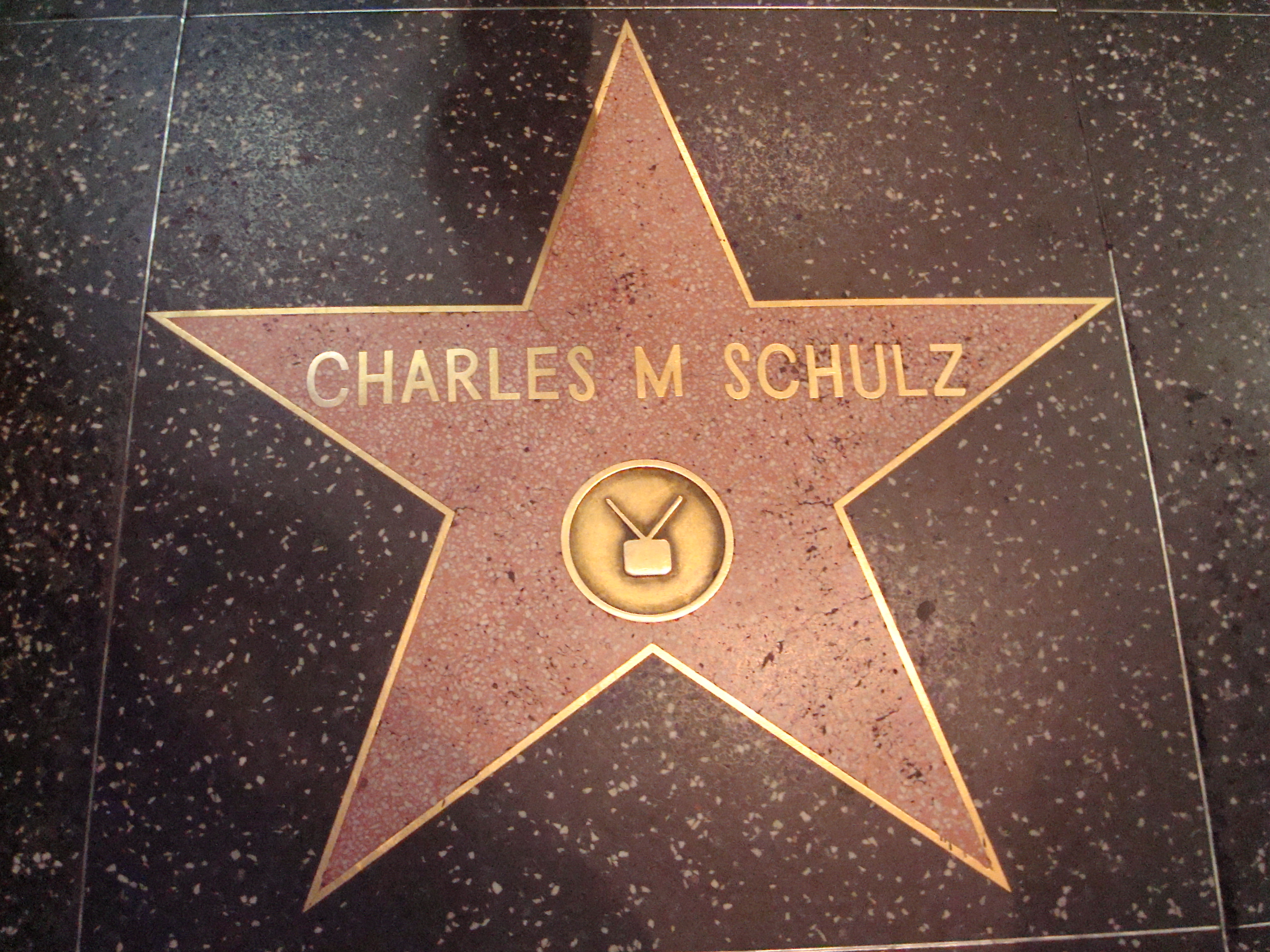
Schulz’ Stern auf dem Hollywood Walk of Fame

Die berühmt gewordene Filmmusik für zahlreiche Fernsehfolgen hat der amerikanische Jazz-Pianist Vince Guaraldi komponiert und mit seinem Trio eingespielt. Für die Synchronisation wurden hauptsächlich Kinder engagiert, Erwachsene wurden durch die Sprachmelodie einer Posaune dargestellt.
- 1965: Die Peanuts – Fröhliche Weihnachten (A Charlie Brown Christmas)
- 1966: Der große Kürbis (It’s the Great Pumpkin, Charlie Brown)
- 1969: Der Sommer war sehr kurz (It Was a Short Summer, Charlie Brown)
- 1973: Erntedankfest (A Charlie Brown Thanksgiving)
- 1974: Es ist doch der Osterbeagle (It’s the Easter Beagle, Charlie Brown)
- 1975: Du bist ein prima Sportsmann (You’re a Good Sport, Charlie Brown)
- 1977: Dein allererster Kuss (It’s Your First Kiss, Charlie Brown)
- 1978: Snoopys Albtraum (What a Nightmare, Charlie Brown)
- 1980: Sie ist eine Sportskanone (She’s a Good Skate, Charlie Brown)
- 1990: Der große Kampf der kleinen Janice (Why, Charlie Brown, Why?)

### Bühne
Am 7. März 1967 wurde am New Yorker Off-Broadway das Musical You’re a Good Man, Charlie Brown uraufgeführt. Die Inszenierung lief fünf Jahre lang und war sehr erfolgreich. Am 4. Februar 1999 wurde eine leicht veränderte und ergänzte Fassung im Longacre Theater am Broadway aufgeführt. Weitere nachfolgende Bühnenstücke sind das Musical Snoopy! sowie die Adaption des TV-Specials Die Peanuts – Fröhliche Weihnachten, die Dialoge und Musik dieser Kultsendung getreu wiedergibt.

## Charles M. Schulz als Eishockeyfunktionär
Eine große Leidenschaft von Schulz, die aus seinen Kindheitstagen in Minnesota herrührt, waren verschiedene Eissportarten, allen voran das Eishockey und das Eiskunstlaufen. Nachdem die Eishalle in Santa Rosa geschlossen worden war, setzte er sich 1969 maßgeblich für den Neubau der Redwood Empire Ice Arena in der Nähe seines Studios ein. Die Halle, die sich bis zu seinem Tode im Besitz des Comiczeichners befand, erinnert noch heute mit Snoopy-Statuen und -Figuren sowie einem Peanuts-Shop an ihren Erbauer und trägt zudem noch immer den Beinamen Snoopy’s Home Ice.
Seit Anfang der 1970er Jahre organisierte Schulz in der Redwood Empire Ice Arena ein Seniorenturnier, das sich im Laufe der Jahre zum größten Turnier seiner Art in den Vereinigten Staaten entwickelte. Am sogenannten Snoopy’s Senior World Hockey Tournament nehmen noch heute jährlich 64 Teams aus der ganzen Welt teil, hauptsächlich aus den USA, Kanada, Europa und Japan, in verschiedenen Altersklassen von 40 bis 75 Jahren. Schulz selbst stand bis zu seinem Tod im Jahr 2000 als aktiver Spieler bei „seinem“ Turnier auf dem Eis. Im Laufe der Jahre gewann der Wettbewerb so große Popularität, dass selbst ehemalige NHL-Spieler wie Red Berenson, Ernie Hicke, Terry Harper oder Mel Bridgman als Mitspieler teilnahmen. 1998 trug Schulz zudem das in dieser Form erste Über-75-Eishockey-Turnier der Welt aus.
Für seine Leidenschaft und seinen Einsatz erhielt er 1981 die Lester Patrick Trophy, eine Auszeichnung, die seit 1966 von der NHL und USA Hockey, dem US-amerikanischen Eishockeyverband, für besondere Verdienste rund um den Eishockeysport verliehen wird. 1993 wurde Schulz zudem die Ehre zuteil, in die United States Hockey Hall of Fame aufgenommen zu werden, ohne jemals Profi-Spieler gewesen zu sein. Im Jahr 2001 benannte die Stadt Saint Paul die Highland Park Ice Arena zu seinen Ehren in Charles Schulz Arena um.

## Auszeichnungen und Ehrungen
Charles M. Schulz und seine Werke wurden mehrfach ausgezeichnet. Die Ehrungen umfassten sowohl sein Werk als Comiczeichner und -autor als auch die Kino- und Fernsehfilme.

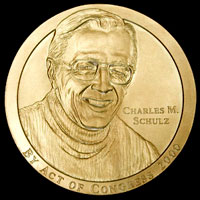
Congressional Gold Medal für Schulz

- 1955: Schulz wurde mit dem Reuben Award der National Cartoonists Society ausgezeichnet.
- 1962: Die Peanuts wurden von der National Cartoonists Society zum Best Humor Strip of the Year ernannt.
- 1964: Schulz erhielt als erster Cartoonist einen zweiten Reuben Award.
- 1965: Die Peanuts – Fröhliche Weihnachten gewann sowohl den Emmy als auch den Peabody Award.
- 1971: Der Kinofilm Charlie Brown und seine Freunde wurde in der Kategorie Beste Filmmusik für den Oscar nominiert.
- 1975: Du bist ein prima Sportsmann gewann den Emmy.
- 1978: Der International Pavilion of Humor in Montreal ernannte Schulz zum Cartoonist of the Year.
- 1980: Life Is a Circus, Charlie Brown gewann den Emmy.
- 1980: Schulz gewann den Elzie Segar Award der National Cartoonists Society
- 1981: Schulz erhielt die Lester Patrick Trophy für seine besonderen Verdienste um das Eishockey.
- 1983: What Have We Learned, Charlie Brown? gewann den Peabody Award.
- 1986: Schulz wurde in die Cartoonist Hall of Fame aufgenommen.
- 1996: Schulz erhielt einen Stern auf dem Hollywood Walk of Fame.
- 1997: Schulz wurde in die Eisner Award Hall of Fame aufgenommen.
- 2000: Postum wurde Schulz mit dem Milton Caniff Lifetime Achievement Award der National Cartoonists Society ausgezeichnet.
- 2000: Ebenfalls postum wurde Schulz mit der Congressional Gold Medal ausgezeichnet, der höchsten zivilen Auszeichnung, die der Kongress der Vereinigten Staaten vergibt.[15]
- 2009: Zu Thanksgiving am 25. November wurde von der Suchmaschine Google ein Doodle veröffentlicht, in dem Snoopy und Woodstock verewigt worden sind.[16]